# Alpura
Alpura est une société laitière mexicaine fondée en 1972 à Mexico. Ses produits sont aujourd'hui vendus dans 27 états du Mexique et exportés aux États-Unis. Elle produit trois millions de litres de lait par jour et possède une gamme de plus de 100 produits.

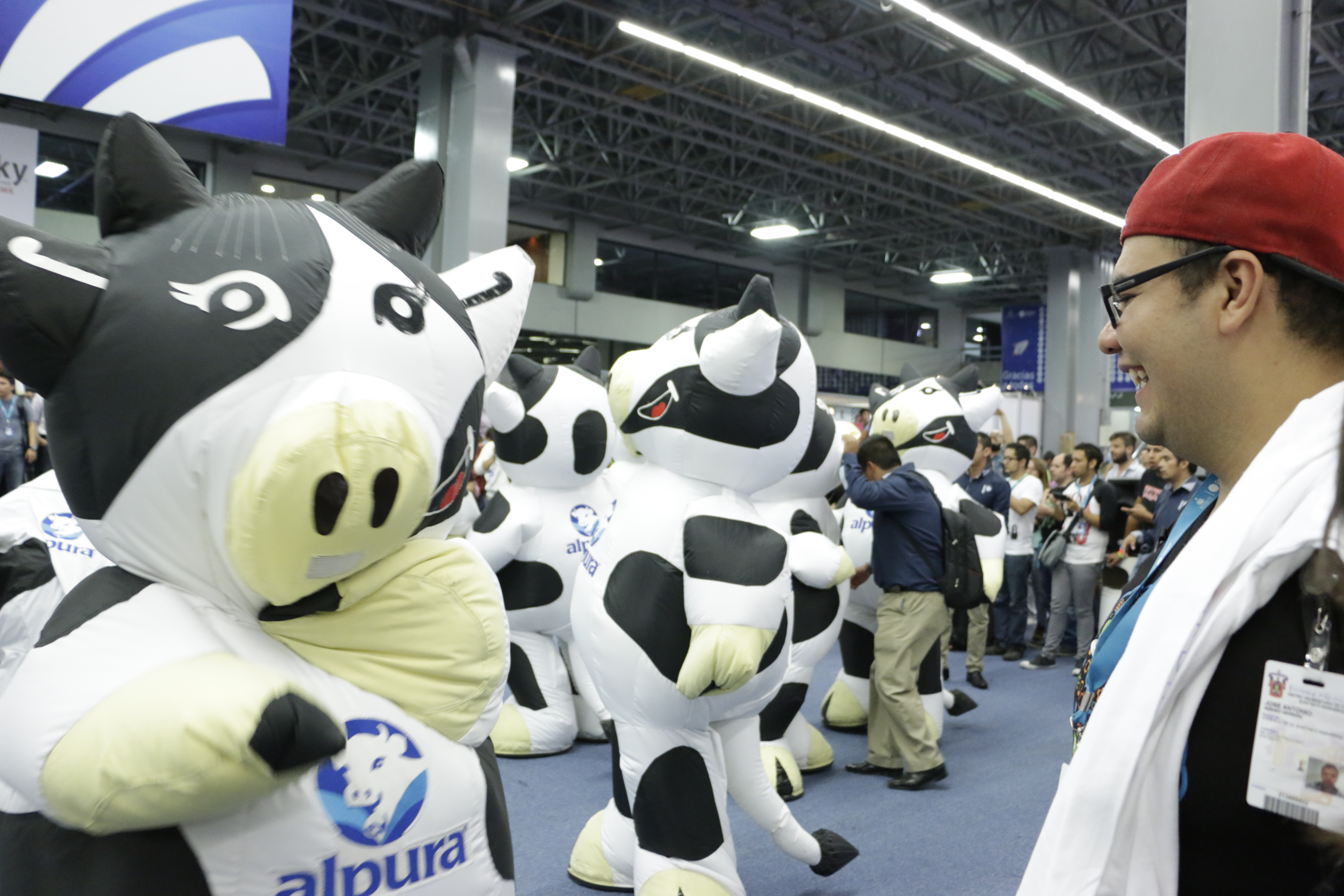
Manifestation promotionnelle pour Alpura